# Aleuroclava lithocarpi
Aleuroclava lithocarpi là một loài côn trùng cánh nửa trong họ Aleyrodidae, phân họ Aleyrodinae.
Aleuroclava lithocarpi được Takahashi miêu tả khoa học đầu tiên năm 1934.